# Британско-сомалийские отношения
Сомалийско-британские отношения — международные дипломатические, экономические, военные, культурные и иные отношения между Республикой Сомали и Великобританией.

## История

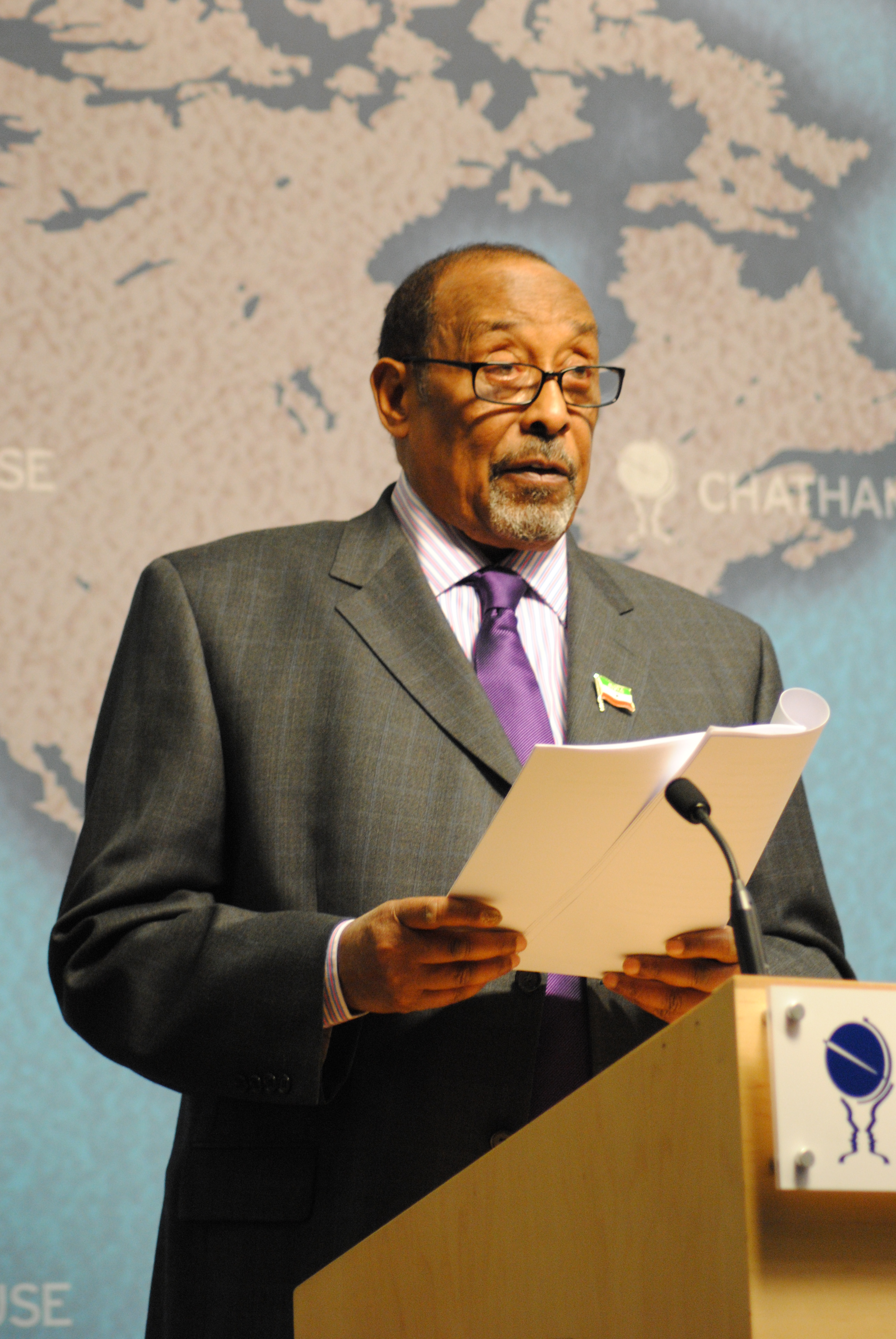
Ахмел Силаньо, президент автономного района Сомалиленда на северо-западе Сомали, выступает на мероприятии в Чатем-Хаме

Начало отношений между территориями современного Сомали и Соединенного Королевства относится к XIX веку. В 1884 году Британия создала протекторат Сомалиленд в северной части Сомали после подписания договоров с тогдашним правящим сомалийским султаном, Мохамауд Али Широм из султаната Сусантата. В 1900 году сомалийский религиозный лидер Сайид Мохаммед Абдулла Хасан («Безумный мулла») образовал армию дервишей, начавших двадцатилетнее сопротивление против британского владычества. Восстание было полностью подавлено в 1920 году в ходе битвы у Талеша.
После Второй мировой войны Британия сохранила контроль над как британским Сомалилендом, так и итальянским Сомалилендом в качестве протектората. В 1945 году на Потсдамской конференции по решению Организации Объединённых Наций Италии было представлено попечительство над итальянским Сомалилендом, но только на десять лет, до предполагаемого обретения независимости . Британский Сомалиленд оставался колонией Великобритании до 1960 года.
В 1948 году под давлением со стороны союзников британцы «уступили» Хауд, важный сомалийский пастбищный район, предположительно «защищенный» британскими договорами с сомалийцами в 1884 году и 1886 и Огаден Эфиопии на основе договора, подписанного в 1897 году, когда британцы должны были передать эту территорию эфиопскому императору Менелику II в обмен на его помощь против рейдов местных пиратов. Великобритания включила в договор положение, касающееся того, что Сомали сохранит свою автономию, но Эфиопия немедленно потребовала полного суверенитета над этим районом. Это вызвало безуспешные попытки метрополии в 1956 году выкупить переданные колонии.

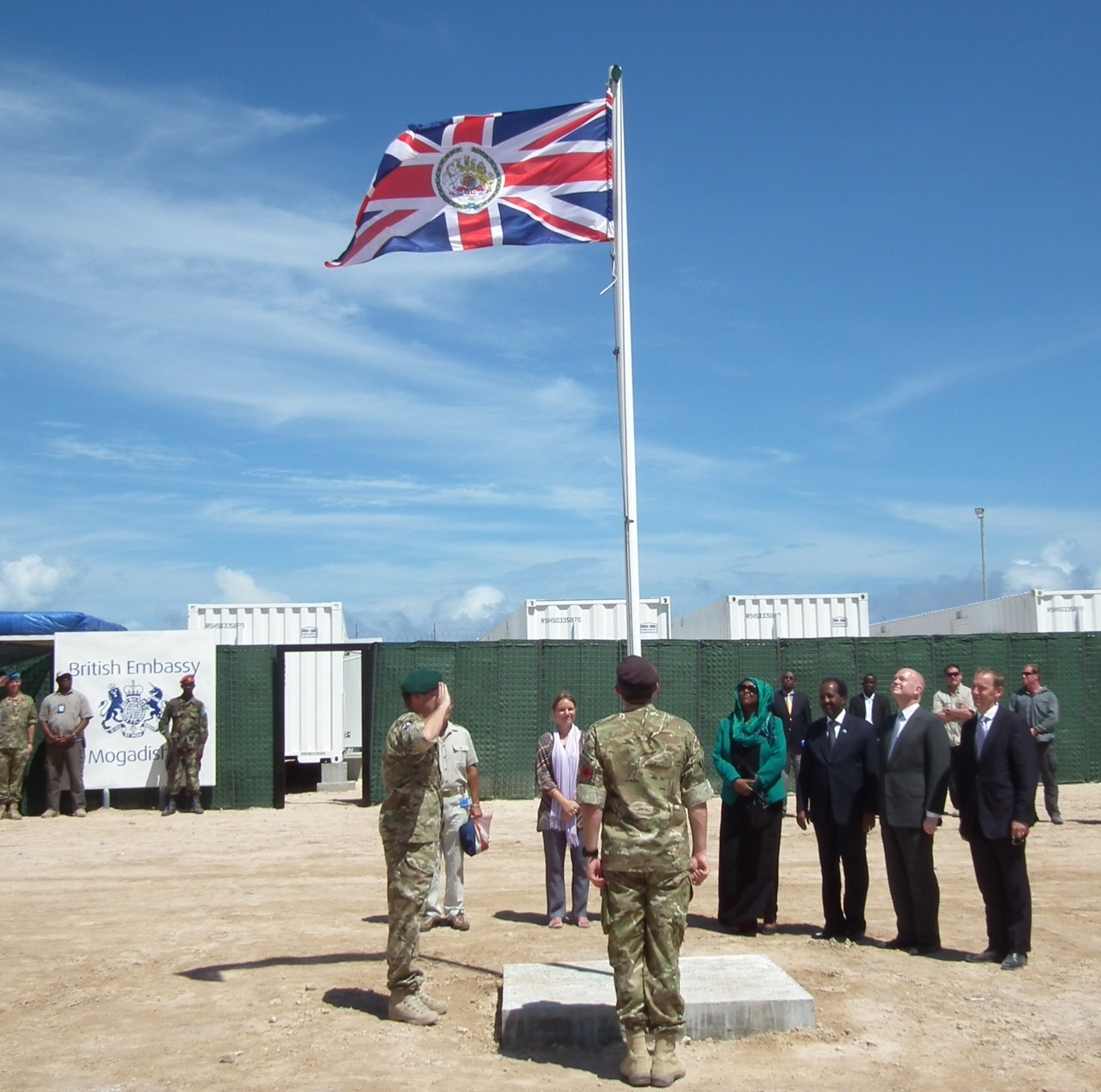
Спустя год после создания федерального правительства Сомали в 2012 году Великобритания стала первой западной страной, открывшей своё посольство в стране

1 июля 1960 года бывший британский Сомалиленд и подопечная территория Сомалиленда (бывший итальянский Сомалиленд) были объединены в соответствии с графиком формирования общего государства. Между 1963 и 1968 годами правительство Сомали разорвало дипломатические отношения с властями Великобритании в связи с вопросом о Северном пограничном округе. Позднее оно восстановило отношения после прихода к власти Высшего революционного совета в 1969 году.

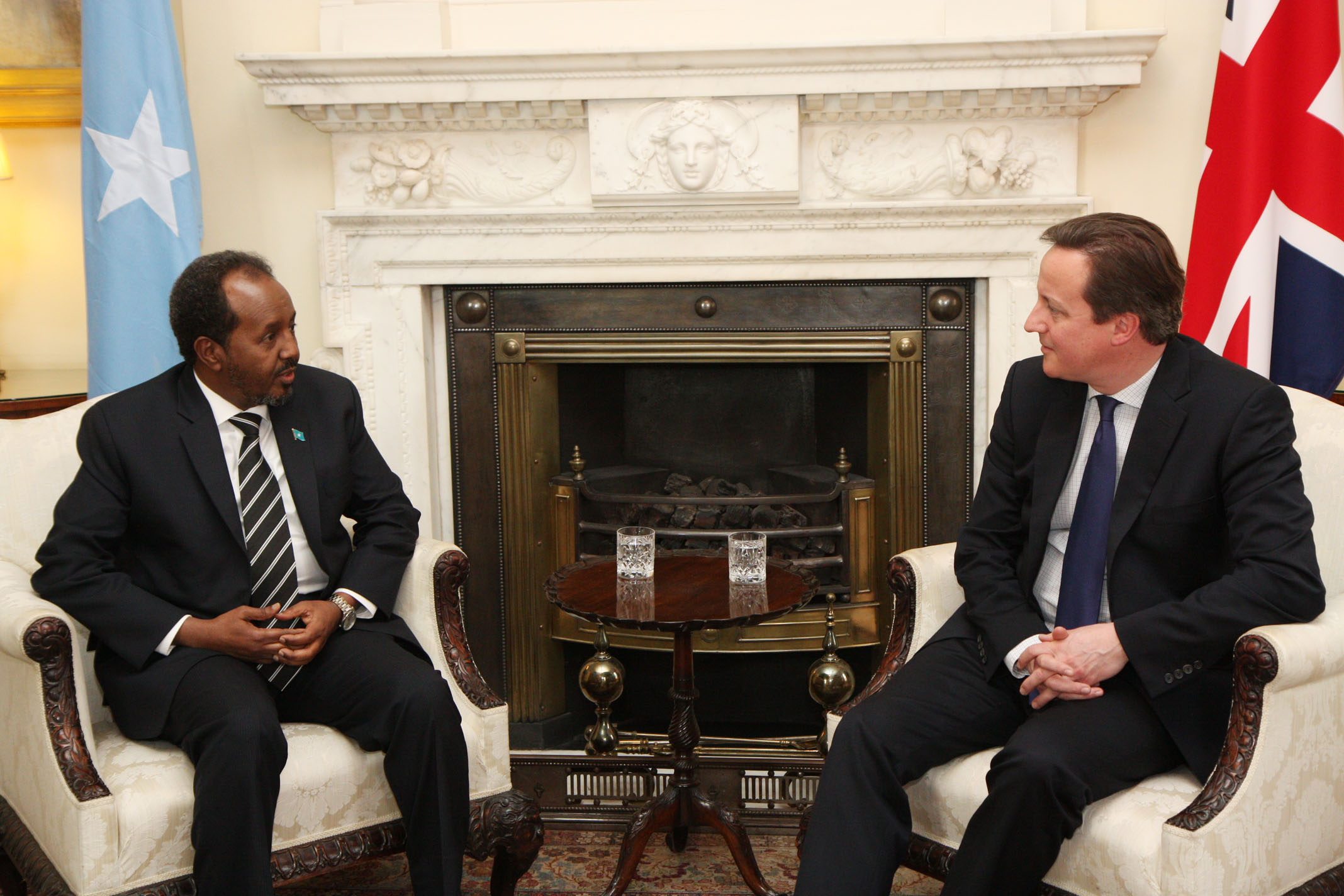
Премьер-министр Великобритании Дэвид Кэмерон с президентом Сомали Хасаном Шейхом Махмудом на Даунинг-стрит 4 февраля 2013 года

После развала сомалийского центрального правительства и начала гражданской войны в 1991 году посольство Великобритании в Могадишо закрылось. В последующий период британское правительство поддерживало дипломатические отношения с образованным переходным национальным правительством, а после и с его преемником — Переходным федеральным правительством. В 2012 году британские власти организовали Лондонскую конференцию по Сомали для координации поддержки со стороны международного сообщества временного правительства Сомали.
После создания федерального правительства Сомали в августе 2012 года британские власти вновь подтвердили свою неизменную поддержку Правительству Сомали, её территориальной целостности и суверенитету.
23 марта 2017 года министр иностранных дел Великобритании Борис Джонсон провёл заседание совета по гуманитарной и политической ситуации в стране Африканского Рога перед лицом предстоящих голодов. За неделю до этого Джонсон посетил Могадишо и провёл встречу с президентом Сомали Ахмедом Силаньо о стратегии предотвращения любого кризиса на континенте.

## Дипломатические миссии
Сомали имеет своё посольство в Лондоне. Дипломатическую миссию возглавляет посол Абдиллахи Мохамед Али. Кроме того, регион Сомалиленда имеет в городе отдельный дипломатический офис.
25 апреля 2013 года Великобритания стала первой западной страной, которая открыла своё посольство в Сомали, а первый государственный секретарь Великобритании Уильям Хейг присутствовал на церемонии открытия в Могадишо. 6 июня 2013 года британское правительство назначило Нила Уигана первым полномочным послом Великобритании в Сомали. Он сменил Мэтта Бога, временно исполняющего полномочия представителя Соединённого Королевства. 16 марта 2015 года Харриет Мэтьюз была назначена преемником Уигана в качестве посла.